# Бускри
Бускри — село в Дахадаевском районе Дагестана России. Входит в состав и является административным центром Бускринского сельсовета.

## География
Село расположено в горах на высоте 1400—1500 метров над уровнем моря, в 5 км на северо-восток от районного центра — села Уркарах.

## История
Вплоть до его распада в начале XI века, Бускри входило в политическое образование Шандан. После распада Шандана произошло разобщение и ослабление племенных союзов даргинцев, Бускри вошло в состав Каба-Дарго — одного из выделившихся общинно-территориальные союзов. В XVI веке население села относили к общинному объединению Муйра, определяющим экономическую жизнь занятием членов которого было земледелие.
С 1928 года — в составе Ураринского кантона, преобразованного в 1929 году в Дахадаевский район.

## Уроженцы
- Далгатов Далгат Сайдуллаевич (1961) — российский скульптор[6]

## Население
| 1888 | 1895 | 1926 | 1939 | 1970 | 1989 | 2002  |
| ---- | ---- | ---- | ---- | ---- | ---- | ----- |
| 686  | ↗691 | ↗702 | ↗750 | ↗804 | ↗899 | ↗1056 |
| 2010 | 2021 |      |      |      |      |       |
| ↘686 | ↘631 |      |      |      |      |       |